# Opel Ampera
Opel Ampera er en konstant eldreven plug-in hybridbil fra Opel introduceret i 2011. Modellen er teknisk set en elbil med batterier som kan oplades fra elnettet. Bilen har også en benzinmotor som der tilkoblet en elektrisk generator der kan oplade batterierne. Bilen der er en stor mellemklassebil vandt titlerne Årets Bil i Danmark og Årets Bil i Europa 2012.
Opel Ampera kan køre ca. 60 km på ren elektricitet fra de 16kWh lithium-ion batterier, som kan oplades fra elnettet. Ved hjælp af opladning fra benzinmotoren kan bilens rækkevidde forlænges til ca. 500 km.
Opel Ampera bygger ligesom den næsten identiske Chevrolet Volt på Voltec-platformen, som er bygget og udviklet af General Motors.

Ampera ventes at få salgspris i Europa på ca. 42.000 Euro (ca. 312.000 danske kroner). Pga. det danske bilafgiftssystem er introprisen i Danmark på knap 600.000 danske kroner.